# Stadsparksvallen
Stadsparksvallen zwany powszechnie Vallen – stadion położony w Jönköping w Szwecji. Został wybudowany w 1902 r. Jest zlokalizowany w parku miejskim w Jönköping. Jest areną zmagań klubów piłkarskich Jönköpings Södra IF i IK Tord. Stadsparksvallen może pomieścić między 5500 widzów. Na Stadsparkvallen swoje mecze rozgrywała także kobieca reprezentacja Szwecji w piłce nożnej, po raz pierwszy w 1985 roku, przeciwko Belgii.

## Galeria

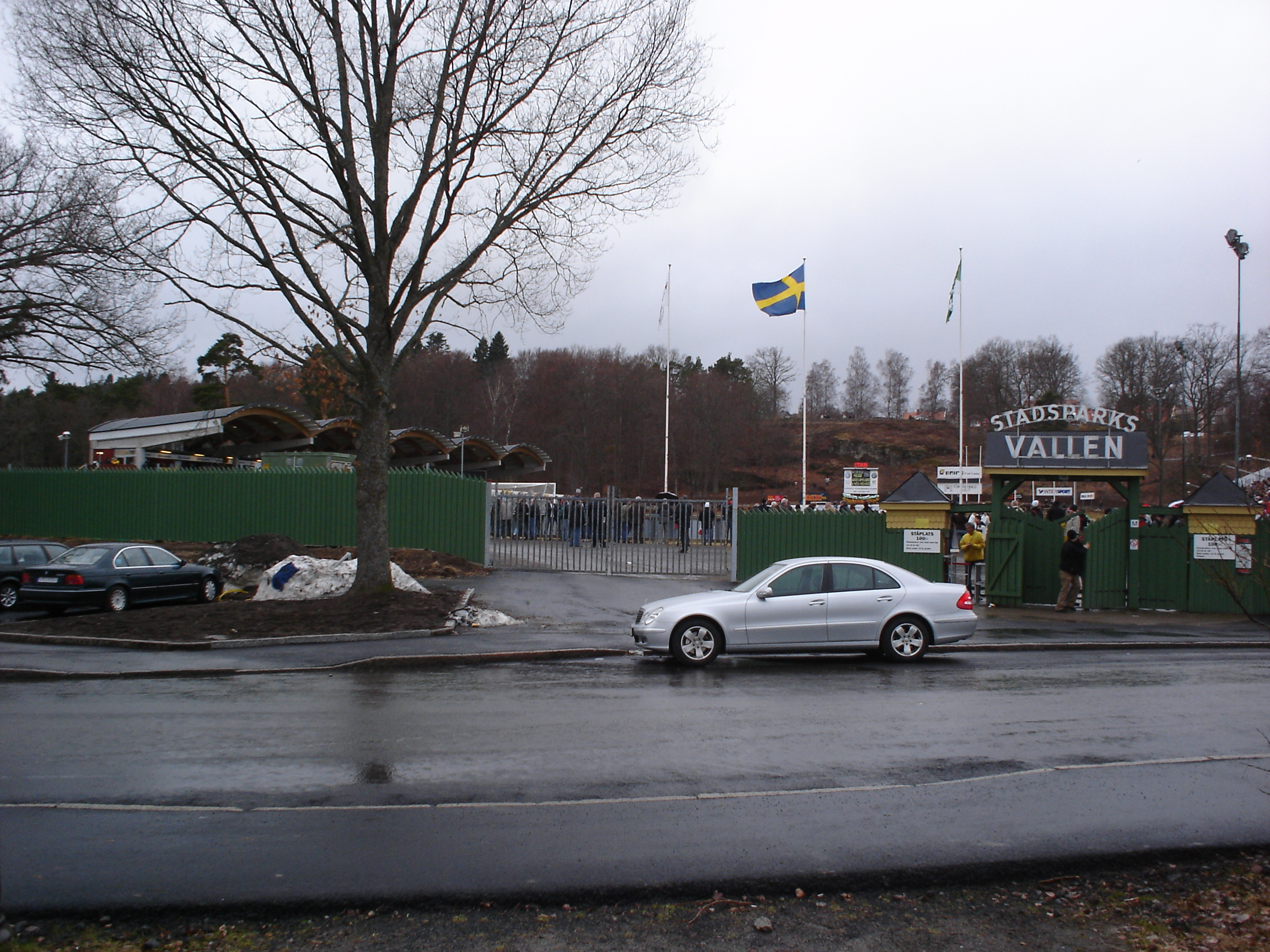